# Okuda Eisen
Okuda Eisen (japanisch 奥田 頴川; geboren 1753 in Kyōto; gestorben 17. Juni 1811 daselbst) war ein japanischer Töpfer.

## Leben und Wirken
Okuda Eisen übernahm als Nachkomme des ins China der Ming-Dynastie heimgekehrte Herrn Yǐngchuān (頴川) den Familiennamen als Künstlernamen, japanisch gelesen „Eisen“. Die Familie hatte über Generationen das Pfandleiher-Geschäft betrieben, aber Okuda erlernte die Töpferei und baute sich einen Brennofen auf dem Gelände des Tempels Kennin-ji in Kyōto. Es wird gesagt, dass er die Porzellan-Herstellung in Kyōto eingeführt hat.
Viele von Okudas Werken zeigen chinesische Designs wie rote Bilder oder „Gosu-akae“, die das zweite goldene Zeitalter der „Kyō-Keramik“ (京焼) einleiteten. Viele der Werke sind mit „Eisen“ in Rot signiert, aber es gibt gelegentlich auch die Signatur „Rikuhōzan“ (陸方山). Aoki Mokubei und Nin’ami Dōhachi gehören zu seinen Schülern.

## Bilder

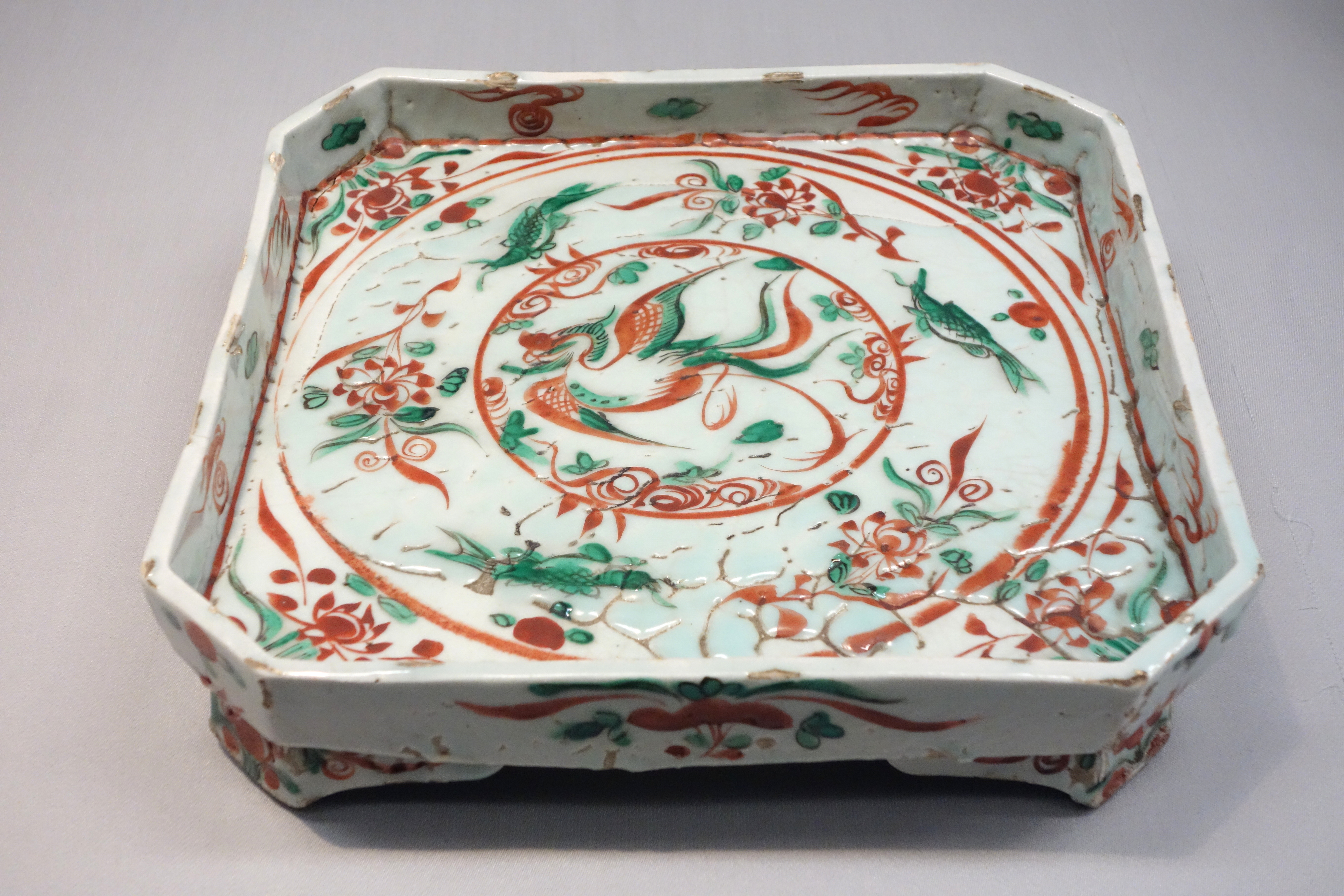
Schale mit Füßen
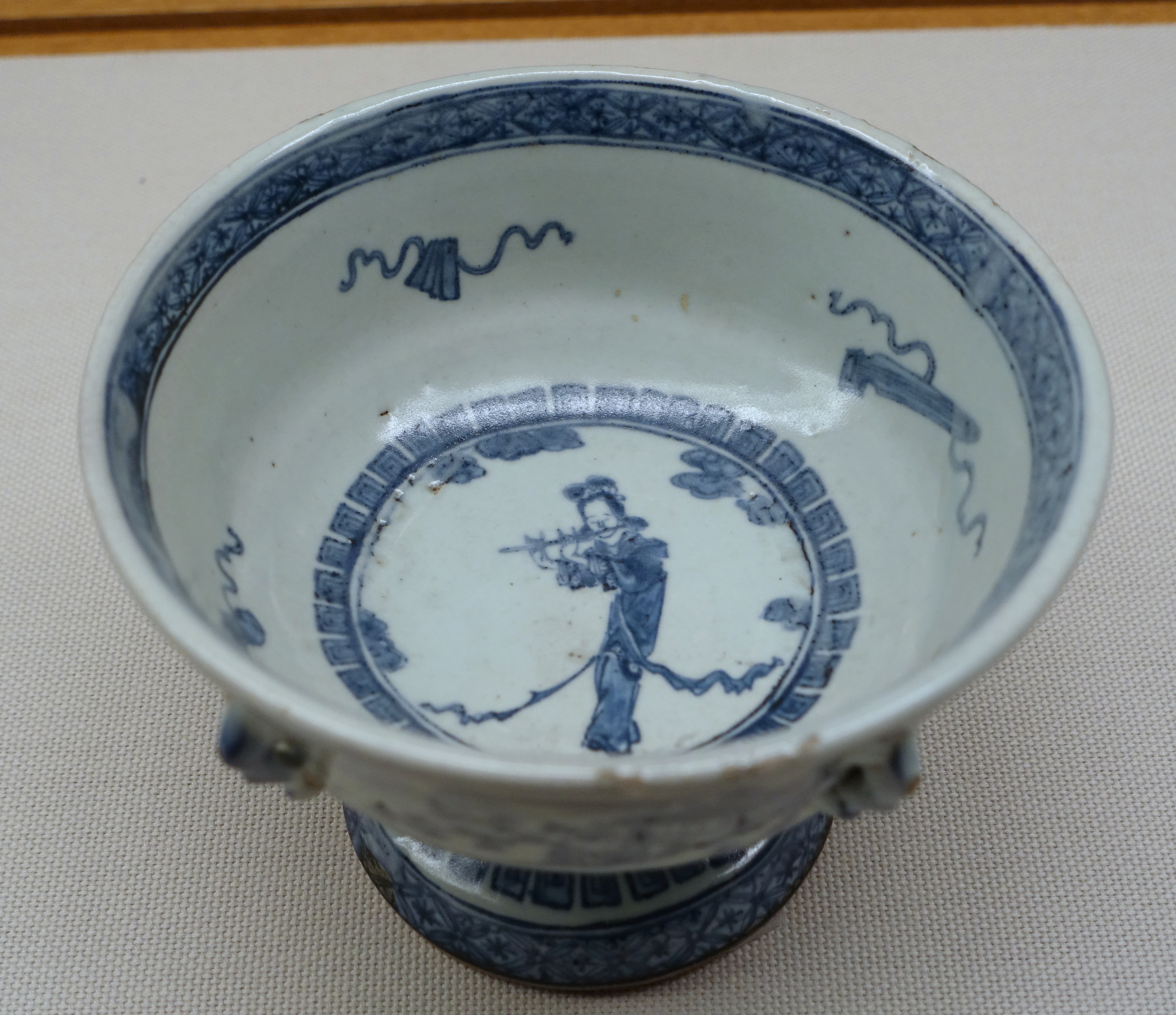
Becher mit Füßen
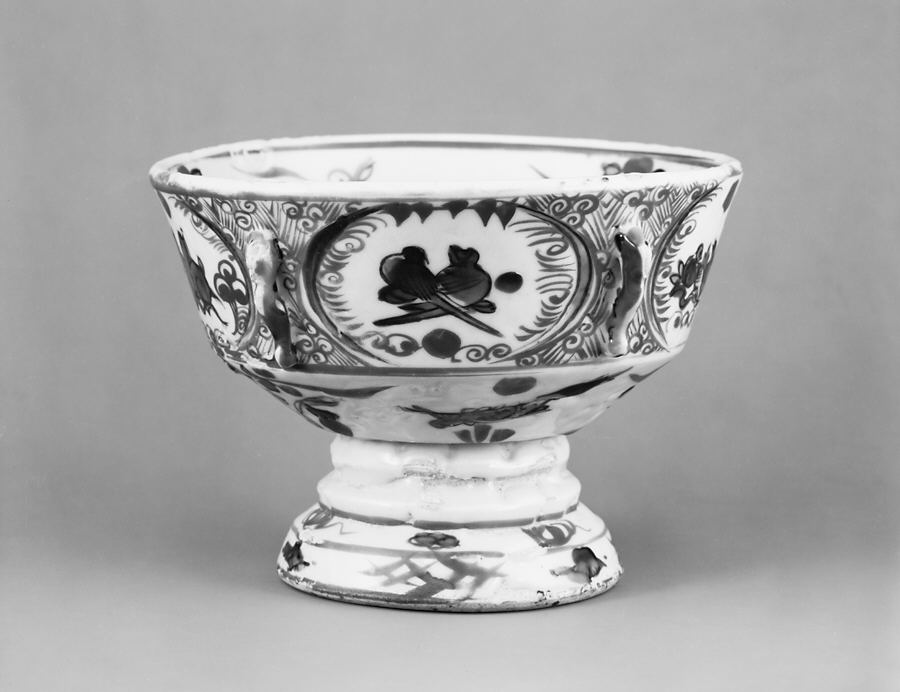
Becher

## Hinweise
1. 1 2  Im Besitz des Nationalmuseum Tokios.
2. ↑  Im Besitz des Metropolitan Museum of Art New York.